# 鄭州市第六人民醫院
郑州市第六人民医院是位於中華人民共和國河南省鄭州市二七区京广南路29号的一家醫院，是一家三级甲等综合性传染病医院。

## 历史沿革
1953年8月，郑州市第一人民医院传染科改为“郑州市隔离病医院”，并在郑州东郊祭城设立院址，为医院的前身。1954年，医院更名为“郑州市传染病医院”。1958年底，在郑州市经一路筹建新院址，并于1959年迁入。1971年，医院迁至农业路原工人疗养院旧址。1985年，医院更名为“郑州市第六人民医院”，并在郑州南郊选现址新建。2006年经河南省卫生厅批准成为“河南省传染病医院”。

## 事件
郑州市第六人民医院在2019冠状病毒病疫情中为境外输入病例定点收治医院。2021年7月，受暴雨对院感控制造成的不利影响，医院发生2019冠状病毒病德尔塔毒株的院感事件，并导致疫情在郑州市一些地区扩散。因防疫不力，郑州市卫健委主任及郑州市第六人民医院党委书记被免职。